# Gnathochromis pfefferi
Gnathochromis pfefferi är en fiskart som först beskrevs av Boulenger, 1898.  Gnathochromis pfefferi ingår i släktet Gnathochromis och familjen Cichlidae. IUCN kategoriserar arten globalt som livskraftig. Inga underarter finns listade i Catalogue of Life.